# Ikat

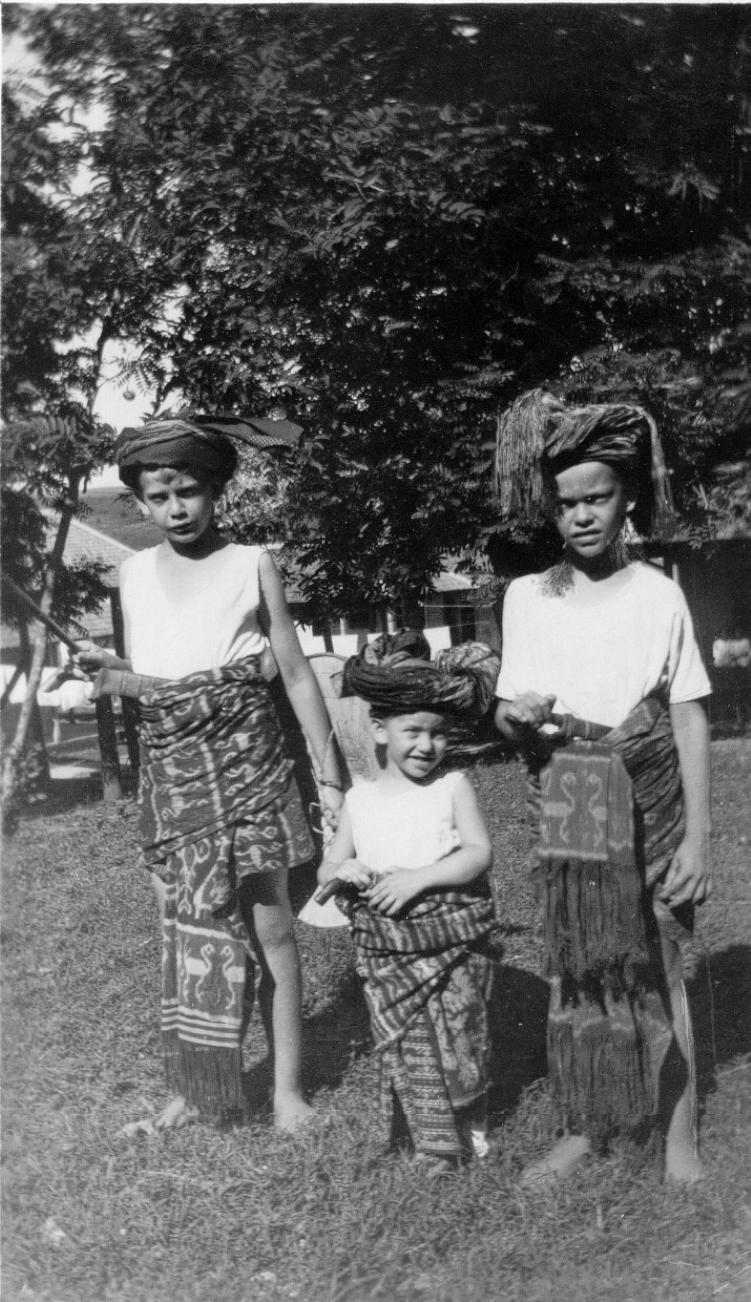
Ikatstoffe von Sumba

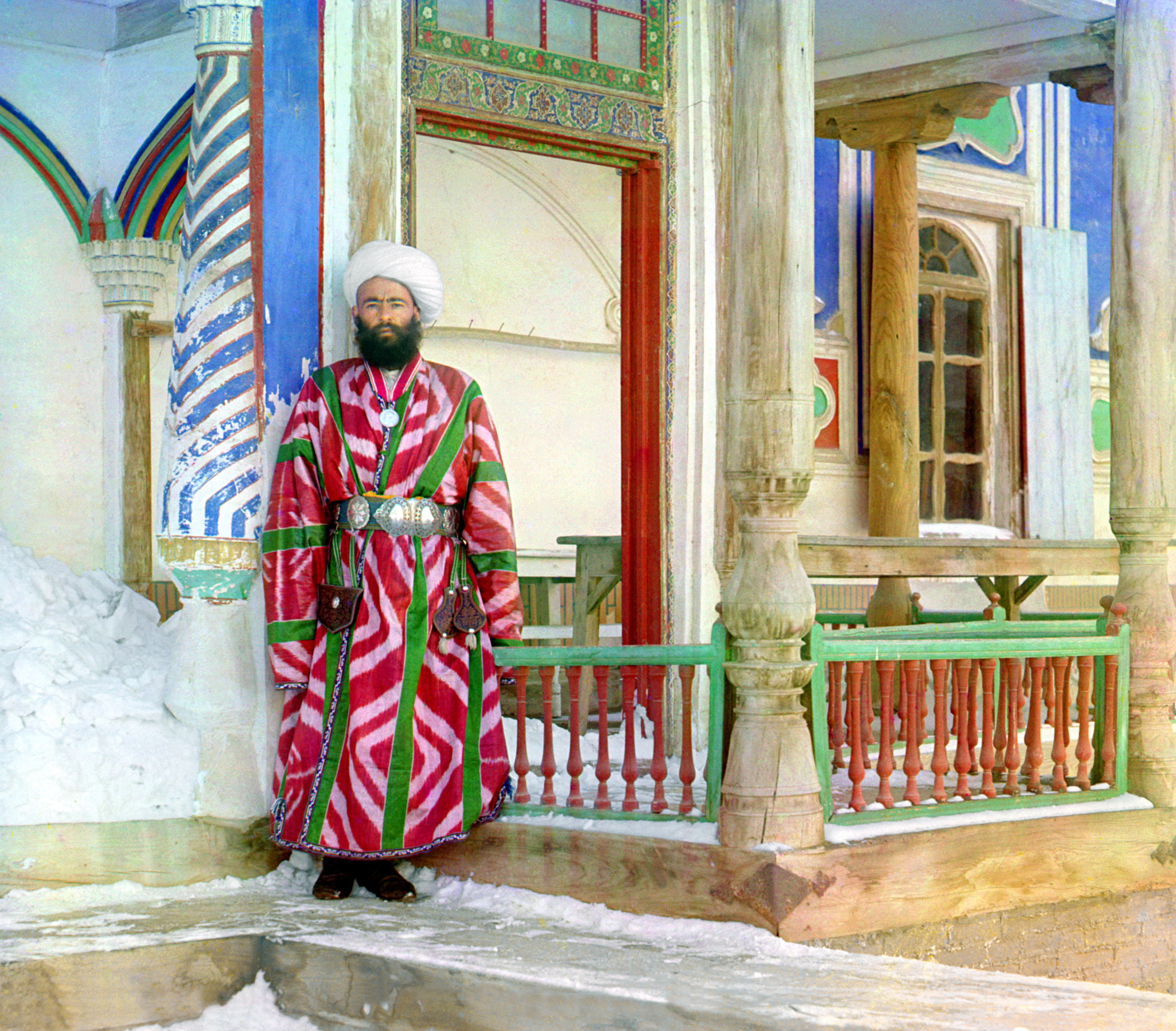
Beamter des Emirats Buchara im traditionellen usbekischen Seidenikat (Farbaufnahmen ca. 1910 von Sergei Michailowitsch Prokudin-Gorski)

Ikat ist eine Webtechnik, bei der das Garn vor der Verarbeitung abschnittsweise eingefärbt wird. Mehrere Farben sind möglich, auch können Abschnitte ungefärbt bleiben. Der Begriff leitet sich aus dem Malaiischen ab und bedeutet als Verb: abbinden, umwickeln.
Im einfachsten Fall entstehen auf dem Gewebe einfache Streifen. Indem Abschnitte unterschiedlich gefärbt werden, können geometrische Muster, aber auch komplexe Strukturen hergestellt werden. Es können die Kett- und/oder die Schussfäden gefärbt werden. Werden beide Fadengruppen eingefärbt spricht man von Doppelikat.
Das Garn kann eingefärbt werden, indem es auf eine Trommel gewickelt wird, bevor mit einem Pinsel oder einem ähnlichen Werkzeug Farbe in Streifen quer zur Laufrichtung des Garns aufgetragen wird. Dabei entstehen Ungenauigkeiten, die auf unterschiedliche Zugspannung auf der Trommel, unterschiedliche Saugfähigkeit und manuelle Variationsbreite zurückzuführen sind. Dies wirkt sich aus, indem im fertigen Gewebe die Grenze zwischen zwei Farben keine gerade Linie darstellt, sondern von Faden zu Faden ein wenig vor- und zurückspringt – ein typischer Effekt für diese Form der Ikat-Technik. Durch die Kombination von Fäden von mehreren Trommeln können geometrische Muster erzeugt werden, die zum Beispiel treppenförmig verlaufen. Diese Technik wird auf Mallorca gepflegt.
Alternativ können Fäden, beziehungsweise Fadenbündel in bestimmten Abschnitten fest umwickelt werden, bevor sie in eine Färbelösung getaucht werden. Wie beim Färben ganzer Gewebe in Plangi-Technik bleiben diese Abschnitte der Fäden (zunächst) ungefärbt. Mit dieser Technik können komplexe und unregelmäßige Muster erzeugt werden, zum Beispiel für indonesische Sarongs.
Ikat-Stoffe waren im 18. Jahrhundert in Europa unter dem Namen Chiné als Kleidungsstoffe beliebt und werden in Japan noch heute für hochwertige Kimonos benutzt. In Osttimor wird die Ikat-Technik für die einheimischen Tais verwendet und auch auf Mallorca werden Ikat-Stoffe hergestellt.